# Бананина веверица
Бананина веверица (лат. Callosciurus notatus) је сисар из реда глодара (Rodentia) и породице веверица (Sciuridae).

## Распрострањење
Ареал врсте покрива средњи број држава. Врста има станиште у Тајланду, Малезији, Индонезији, Брунеју и Сингапуру. Врста је присутна на подручју острва Борнео, Суматра, Јава и Бали у Индонезији.

## Станиште
Станишта врсте су шуме и речни екосистеми до 1.500 метара.

## Угроженост
Ова врста је наведена као последња брига, јер има широко распрострањење и честа је врста.